# Én, Earl és a csaj, aki meg fog halni (film)
Az Én, Earl és a csaj, aki meg fog halni (eredeti cím: Me and Earl and the Dying Girl) 2015-ben bemutatott amerikai filmvígjáték-dráma, amelyet Alfonso Gomez-Rejon rendezett, Jeremy Dawson, Dan Fogelman és Steven M. Rales produceri közreműködésével. A forgatókönyvet saját, 2012-ben kiadott azonos című regénye alapján Jesse Andrews írta. A főbb szerepekben Thomas Mann, Olivia Cooke, RJ Cyler és Jon Bernthal látható.
Premierje 2015. január 25-én volt a Sundance Filmfesztiválon. Az Amerikai Egyesült Államokban 2015. június 12-én mutatták be a Fox Searchlight Pictures forgalmazásában. Magyarországon 2015. szeptember 15-én került a mozikba. Összességében pozitív kritikákat kapott.

## Rövid történet
Egy középiskolás fiút arra kényszerít az anyja, hogy menjen át beszélgetni leukémiás osztálytársnőjével. A kínosnak induló helyzetből hamarosan barátság születik.

## Szereplők
| Színész              | Szerep          | Magyar hang            |
| -------------------- | --------------- | ---------------------- |
| Thomas Mann          | Greg            | Timon Barna            |
| Gavin Dietz          | Greg gyerekként | Nagy Gereben           |
| Olivia Cooke         | Rachel          | Czető Zsanett          |
| RJ Cyler             | Earl            | Szvetlov Balázs        |
| Edward DeBruce III   | Earl gyerekként | Pál Dániel Máté        |
| Nick Offerman        | Greg apja       | Besenczi Árpád         |
| Molly Shannon        | Denise          | Kökényessy Ági         |
| Jon Bernthal         | Mr. McCarthy    | Sarádi Zsolt           |
| Connie Britton       | Greg anyja      | Frajt Edit             |
| Chelsea Zhang        | Naomi           | Lamboni Anna           |
| Katherine C. Hughes  | Madison         | Kardos Eszter          |
| Natalie Marchelletta | Anna            | Kokas Piroska          |
| Matt Bennett         | Scott Mayhew    | Márkus Sándor          |
| Bobb'e J. Thompson   | Derrick         | Welker Gábor           |
| Hugh Jackman         | önmaga (hangja) | Sinkovits-Vitay András |
| Karriem Sami         | limuzinsofőr    | Szabó Máté             |
| Etta Cox             | Igazgatónő      | Makay Andrea           |
| Masam Holden         | Phil            | Molnár Levente         |